# Geheimer Rat (Württemberg)
Ein Geheimer Rat bestand in Württemberg bis 1805 und in erneuerter Form wieder ab 1816. Im alten römisch-deutschen Reich gab es in vielen Territorien ein Kollegium von Räten, welches dem Landesherrn direkt unterstellt war und unter dessen Vorsitz über die Angelegenheiten des Landes beraten wurde, insbesondere über den Erlass von Gesetzen und Verordnungen. Dass der Begriff Geheimer Rat 1816 in Württemberg wiederbelebt wurde und noch bis 1911 als so bezeichnetes Gremium weiter bestand, war eine württembergische Besonderheit. Vergleichbare Gremien unter abgewandelter Bezeichnung gab es jedoch auch in anderen Ländern des 19. Jahrhunderts, so den Preußischen Staatsrat und der Staatsrat in Bayern.

## Ratsgremien des Herzogtums Württemberg bis 1805
Die neuzeitliche Landesverwaltung Altwürttembergs ging auf Herzog Christophs zweite Kanzleiordnung vom Mai 1553 zurück und bestand an höchster Stelle aus drei Ratsgremien. Die politischen Belange wurden im Oberrat für Äußeres, Inneres, Polizei und Justiz besprochen und verordnet. Diesem politischen Oberrat waren zwei weitere Räte zur Seite gestellt: Die Rentkammer war für die Güter- und Finanzverwaltung und der evangelische Kirchenrat für die geistlichen Angelegenheiten des Herzogtums zuständig. Diese drei Räte blieben als Zentralbehörden der württembergischen Landesverwaltung bis 1805 bestehen.
In Zeiten der Minderjährigkeit eines Herzogs erhielt ein sogenanntes Geheimratskollegium die Oberaufsicht über die Zentralbehörden, so auch beim Tod Johann Friedrichs 1628. Als sein Sohn und Nachfolger Eberhard III. 1633 volljährig wurde, blieb auf Druck der Landstände der Geheime Rat bestehen und sowohl dem Herzog als auch den Ständen verpflichtet. Nach den Wirren des Dreißigjährigen Kriegs wurde in der Kanzleiordnung von 1660 festgelegt, dass der Geheime Rat nunmehr nur noch dem Herzog verpflichtet war. Dem Geheimen Rat gehörten zunächst der Landhofmeister, der Kanzler und drei weitere Leiter der Zentralbehörden an. Von diesen insgesamt fünf Räten lutherischen Glaubens entstammten für gewöhnlich drei Räte dem Adel und zwei dem Bürgertum. Oberrat (seit 1710 Regierungsrat), Rentkammer und Kirchenrat (Konsistorium) waren seither dem Geheimen Rat unterstellt. Gemäß der Kanzleiordnung war die Besetzung des Geheimen Rats in das freie Belieben des Herzogs gestellt.
Mit der Errichtung des Königreichs Württemberg löste Friedrich I. diese Räte auf und ersetzte sie durch das Staatsministerium, bestehend aus den Departements der auswärtigen Angelegenheiten, des Kriegswesens, des Innern, der Finanzen, der Justiz und des Kirchen- und Schulwesens. Die Chefs der Departements berieten nun den König in allen wichtigen Staatsangelegenheiten.

## Geheimer Rat des Königreichs Württemberg 1816 bis 1911
Am 8. November 1816 wurde der Geheime Rat als oberste, unmittelbar dem König unterstellte Staatsbehörde neu eingerichtet. Die Mitglieder des Geheimen Rats waren Kraft Amtes die Chefs der sechs Departements (Ministerien) sowie vom König zusätzlich ernannte Mitglieder (wirkliche Staatsräte).
Aufgabe des Geheimen Rats war die Prüfung und Beratung sämtlicher wichtiger Staatsangelegenheiten. Der Geheime Rat war auch primärer Ansprechpartner für den württembergischen Landtag, ehe dessen Anträge gegebenenfalls dem König vorgelegt wurden.
Die Bedeutung des Geheimen Rats schwand zusehends mit der Errichtung des Staatsministeriums 1876, des Verwaltungsgerichtshofs 1877 und des Kompetenzgerichtshofs 1879. Per Gesetz vom 15. Juni 1911 wurde der Geheime Rat in Württemberg aufgelöst.
Die Präsidenten des Geheimen Rats waren:
- Hans Otto von der Lühe vom 18. November 1817 bis 29. Juli 1821
- Christian Friedrich von Otto vom 29. Juli 1821 bis 15. November 1831
- Eugen von Maucler vom 15. November 1831 bis März 1848
- Constantin von Neurath vom 8. Mai 1851 bis 27. April 1867 (bis zum 24. April 1855 nur amtierend)
- Ludwig von Golther vom 27. April 1867 bis zum 23. März 1870
- Karl von Varnbüler vom 23. März 1870 bis zum 31. August 1870
- Hermann von Mittnacht vom  31. August 1870 bis zum 10. November 1900
- Max Schott von Schottenstein vom 10. November 1900 bis zum 15. April 1901
- Wilhelm August von Breitling vom 15. April 1901 bis zum 3. Dezember 1906
- Karl von Weizsäcker vom 4. Dezember 1906 bis zum 15. Juni 1911

Siehe auch: Mitglieder des Geheimen Rats (1816–1848)